# کاروسل

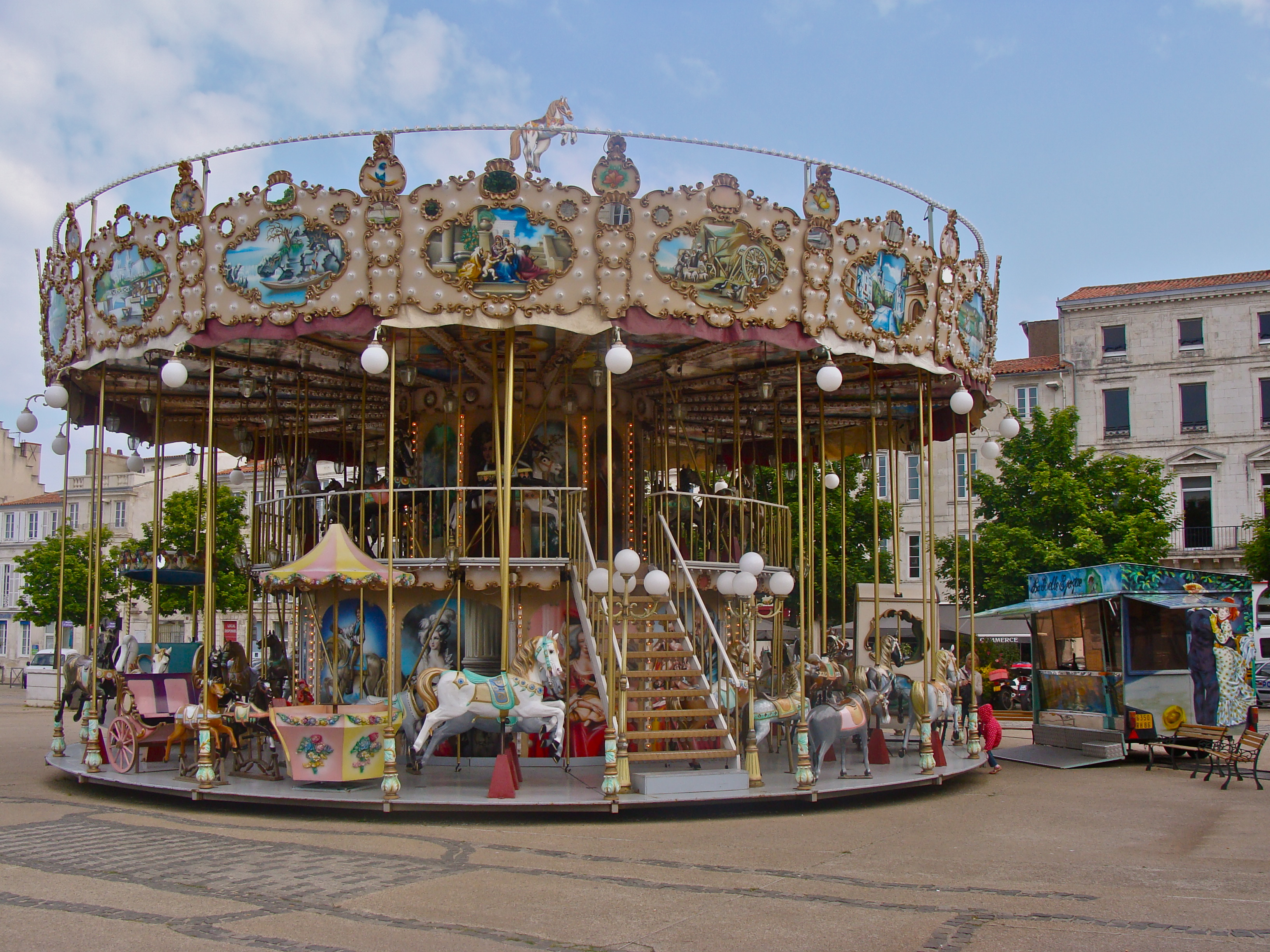
یک کاروسل فرانسوی قدیمی در لا روشل

کاروسل (به انگلیسی: Carousel) نام یک وسیله بازی برای کودکان است که در آن صندلی‌هایی وجود دارد و به طور افقی می‌چرخد. این صندلی‌ها معمولاً به شکل اسب‌های چوبی هستند که گویی در حال چهارنعل رفتن هستند. گاهی صندلی به شکل حیوانات دیگری مانند خوک، گورخر، ببر، یا موجودات افسانه‌ای همچون اژدها‌ یا تک‌شاخ نیز ساخته می‌شود و حتی گاهی نیز صندلی به شکل ماشین یا هواپیماست.

## تاریخچه

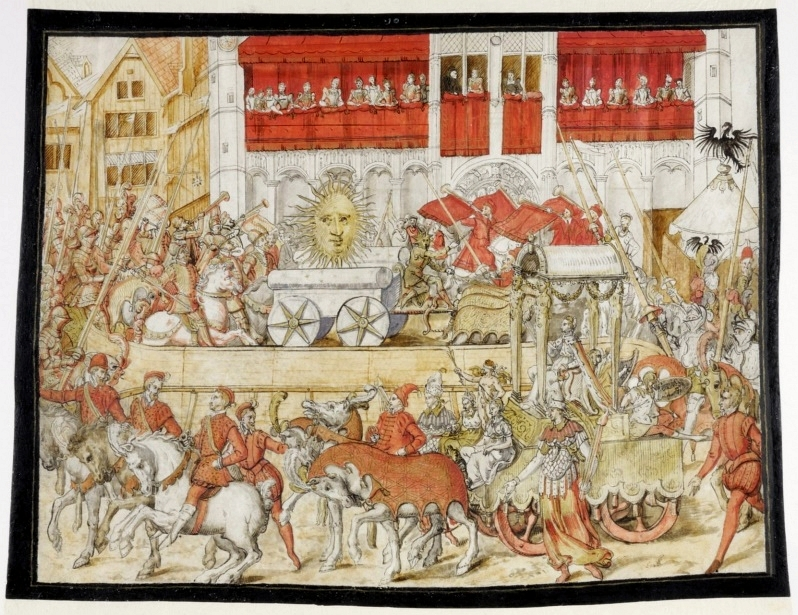
بزم کاروسل در گراند پلاس، بروکسل سال ۱۵۶۵، به مناسبت عروسی دوک پارما

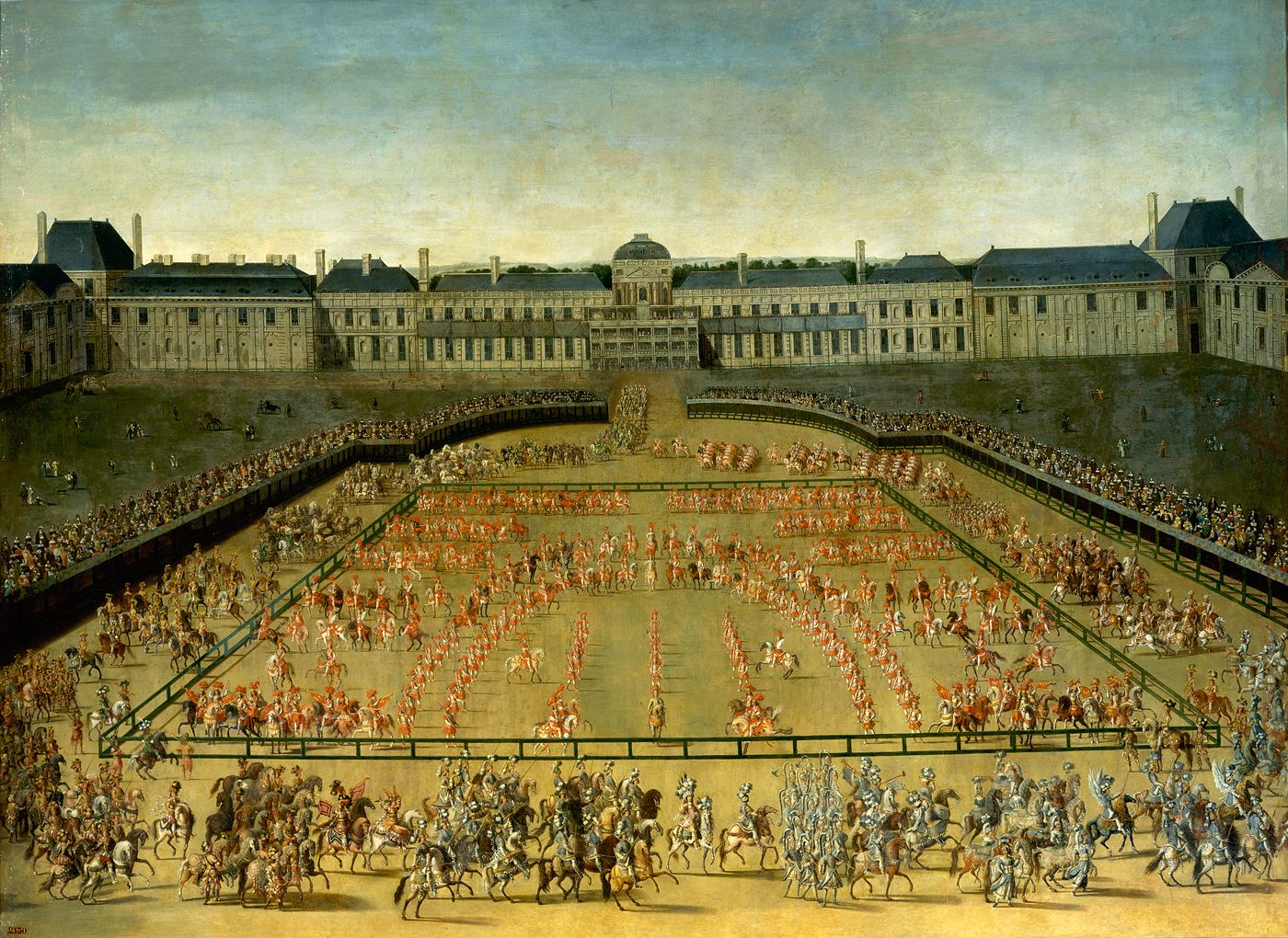
رژه کاروسل در حیاط کاخ تویلری ژوئن ۱۶۶۲، توسط لوئی چهاردهم برای جشن تولد پسر و وارث بلافصلش سازماندهی شد.

کاروسل های کنونی از رسوم سوارکاران با نیزه در اروپا و خاورمیانه، پدید آمده است. شوالیه‌ها درحالی‌که به صورت دایره‌ای چهار نعل می‌تاختند، توپ‌هایی را ‌برای همدیگر پرتاب می‌کردند و این فعالیت نیاز به مهارت بالا و توانایی در سوارکاری داشت. این ورزش که برگرفته از رسوم قدیمی بیزانسی و عربی بود در زمان جنگ‌های صلیبی به اروپا معرفی شد. کلمه انگلیسی «Carousel» که از واژه ایتالیایی «Carosella» و واژه اسپانیایی «Carosella» سرچشمه گرفته هست؛ به معنی «نبرد کوچک» است که توسط صلیبیون برای توصیف تمرینات و ورزش‌هایی استفاده می‌شد که جهت آماده‌سازی نبرد توسط سوارکاران ترک و عرب در قرن دوازدهم انجام می‌گشت. این فعالیت قدیمی اساساً یک مکانیسم آموزشی برای نیروی سواره نظام بود و سوارکاران را برای نبردهای واقعی آماده و تقویت می‌کرد، بطوریکه در این مانورها، سوارکاران از شمشیرهای خود بر روی دشمنان فرضی استفاده می‌کردند.